# Chemiebaukasten
Ein Chemiebaukasten oder Chemie-Experimentierkasten ist eine Zusammenstellung von Chemikalien und einfachen Geräten zur Durchführung chemischer Experimente für Schüler und Hobbychemiker. Gedacht ist ein solcher Kasten auch zum vertieften praktischen Selbststudium naturwissenschaftlich interessierter Kinder und Jugendlicher. Dem Kasten liegt ein Handbuch bei, in welchem die vom Herausgeber vorgesehenen und getesteten Versuche beschrieben sind. Es gibt zu jedem Versuch eine genaue Anleitung sowie eine einfach gehaltene Erklärung.

## Ausstattung

### Geräte
Wichtigste Bestandteile sind einfache Glasgeräte wie Reagenzglas, Glasstäbe und Glasrohre. Aus Gründen der Kostenersparnis werden die einzelnen Versuchsaufbauten zumeist mit wenigen Standardelementen realisiert, so dass die apparative Durchführung der Versuche teilweise stark von derjenigen in echten Laboratorien abweicht (Verwendung von Kunststoff- oder Gummischläuchen, eingeschränktes Repertoire an Glasgeräten, Kork- und Gummistopfen statt Normschliff-Verbindungen etc.). Als Wärmequelle dient in der Regel ein kleiner Spiritus- oder Trockenspiritusbrenner. Größere Kästen enthalten zudem Pipetten, Trichter, Filterpapier, Becherglas, Erlenmeyerkolben, Ständer und einiges mehr. Die Beigabe einer Schutzbrille ist heute die Regel.

### Chemikalien
Starke Gifte oder feuergefährliche Stoffe gehören normalerweise nicht zur Ausstattung eines Chemiebaukastens. Bei vielen Experimenten werden jedoch Gefahrstoffe verwendet, die den heutigen Kategorien gesundheitsschädlich, reizend, brandfördernd oder ätzend zuzuordnen sind. Daher ist der Verkauf solcher Stoffe an Minderjährige verboten. In neuerer Zeit sind Chemiebaukästen auf den Markt gekommen, die frei von Gefahrstoffen sind. Um alle Experimente durchführen zu können, müssen die entsprechenden Zutaten (z. B. Säuren und Laugen) über die Schule oder durch Erwachsene gekauft werden. Bei der Durchführung des Experiments muss eine Aufsicht zugegen sein, worauf auch in der Anleitung hingewiesen wird. Traditionell wird auch auf im Haushalt vorhandene Alltagschemikalien wie Soda, Backpulver, Salmiakgeist (Ammoniaklösung), Wasserstoffperoxid und Brennspiritus zurückgegriffen. Weitere Chemikalien werden im Laufe der Versuche selbst hergestellt. Zur Grundausrüstung gehören meist folgende Chemikalien:
- Anorganische Chemikalien wie Eisenfeilspäne, Calciumcarbonat, Kupfersulfat, Schwefel und Zinkblech
- Wenige organische Chemikalien wie Zitronen- oder Weinsäure
- Schnellteststreifen wie Lackmus-Papier und Universalindikator-Papier

## Geschichte

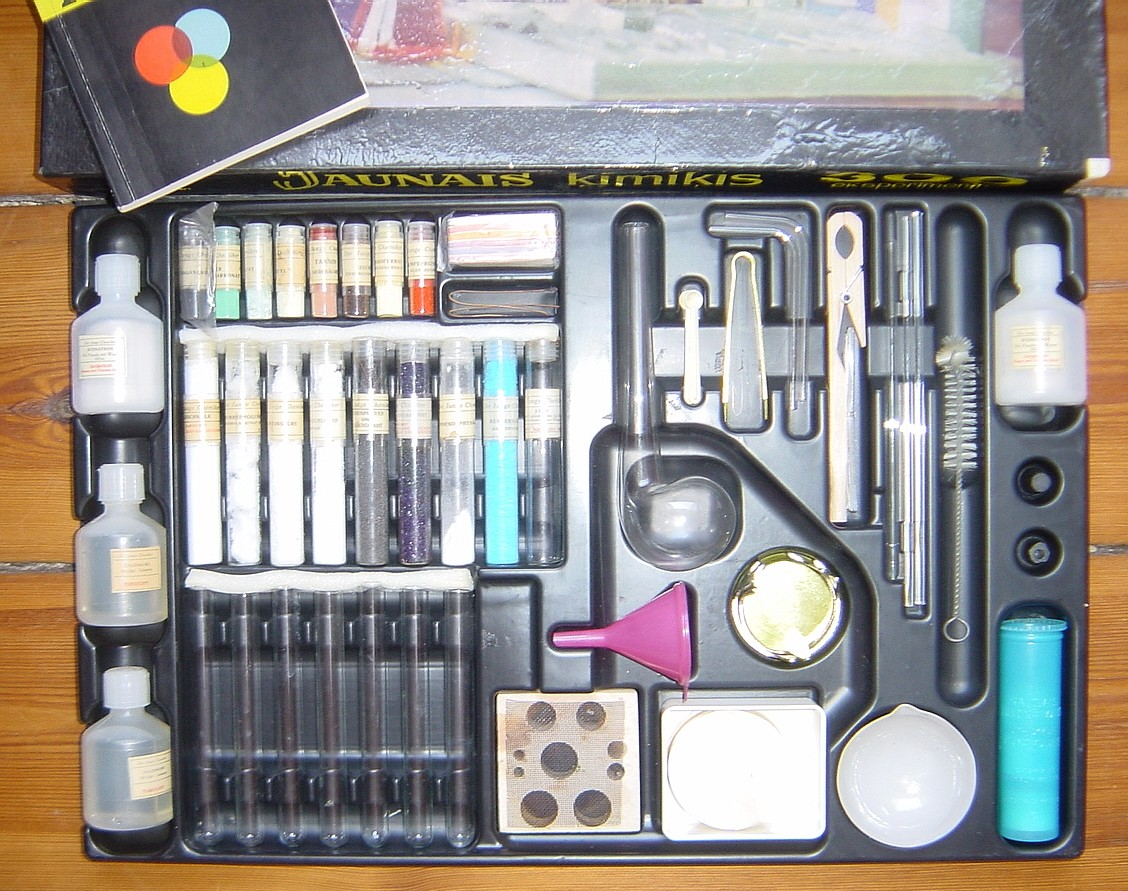
Der Junge Chemiker (REAHIM), um 1978, große Ausführung

Chemiebaukästen waren schon seit Ende des 18. Jahrhunderts erhältlich. Seit Beginn des 20. Jahrhunderts werden sie auch als Serien angeboten, so dass ein einfacher Einstieg möglich ist, und das Heimlabor schrittweise aufgebaut werden kann.
- Probir-Cabinet des Jenaer Apothekers Johann Friedrich August Göttling bzw. „Vollständiges chemisches Probir-Cabinet zum Handgebrauche für Scheidekünstler, Aerzte, Mineralogen, Metallurgen, Technologen, Fabrikanten, Oekonomen und Naturliebhaber“, Jena, um 1790[1]
- Chemiebaukästen des Franckh-Kosmos Verlags, seit 1927[2], Erstauflage der Anleitung: August 1926
- Chemiebaukasten „Der junge Chemiker“ aus der ehemaligen UdSSR, zwei Ausführungen, wobei die große wie folgt ausgestattet war:
  - Geräte: Reagenzgläser, Reagenzglashalter und -gestell, Brenner für Hartspiritus, Retorte, Porzellanschale, Glasrohr 90°, Gummistopfen
  - Chemikalien: 4 g Ätznatron in 100-ml-Plastikflasche zur Bereitung einer 4%igen Natronlauge, 10%ige Salzsäure, Calciumhydroxid, Natriumhydrogencarbonat, Ammoniumchlorid, Kupfersulfat, Weinsäure, Eisenpulver, Kaliumpermanganat, Schwefelblüte, Eisencitrat, Rotes und Gelbes Blutlaugensalz, Tannin, Magnesiumstreifen, Phenolphthalein-Pulver, Malachit-Pulver, Kongorot-Papier, Lackmus-Papier, Phenolphthalein-Papier

### Historische Chemiebaukästen
- „Experimentierkästen und -bücher im Wandel der Zeit“ Staatsexamensarbeit D. Wolf (PDF-Datei; 4,52 MB)
- Anleitungen historischer Philips Chemie-Experimentierkästen
- Baukasten-Wiki für Elektronik- und Chemie-Experimentierkästen
- Video: Geschichte der Experimentierbaukästen bis 1805
- Video: Geschichte der Experimentierbaukästen ab 1890

### Aktuelle Chemiebaukästen
- Clementoni Experimentierkästen
- KOSMOS Experimentierkästen
- ChemTics - der webbasierte Chemiebaukasten